# Рибалочка амазонійський
Рибалочка амазонійський (Chloroceryle amazona) — вид сиворакшоподібних птахів родини рибалочкових (Alcedinidae). Мешкає в Мексиці, Центральній і Південній Америці.

## Опис

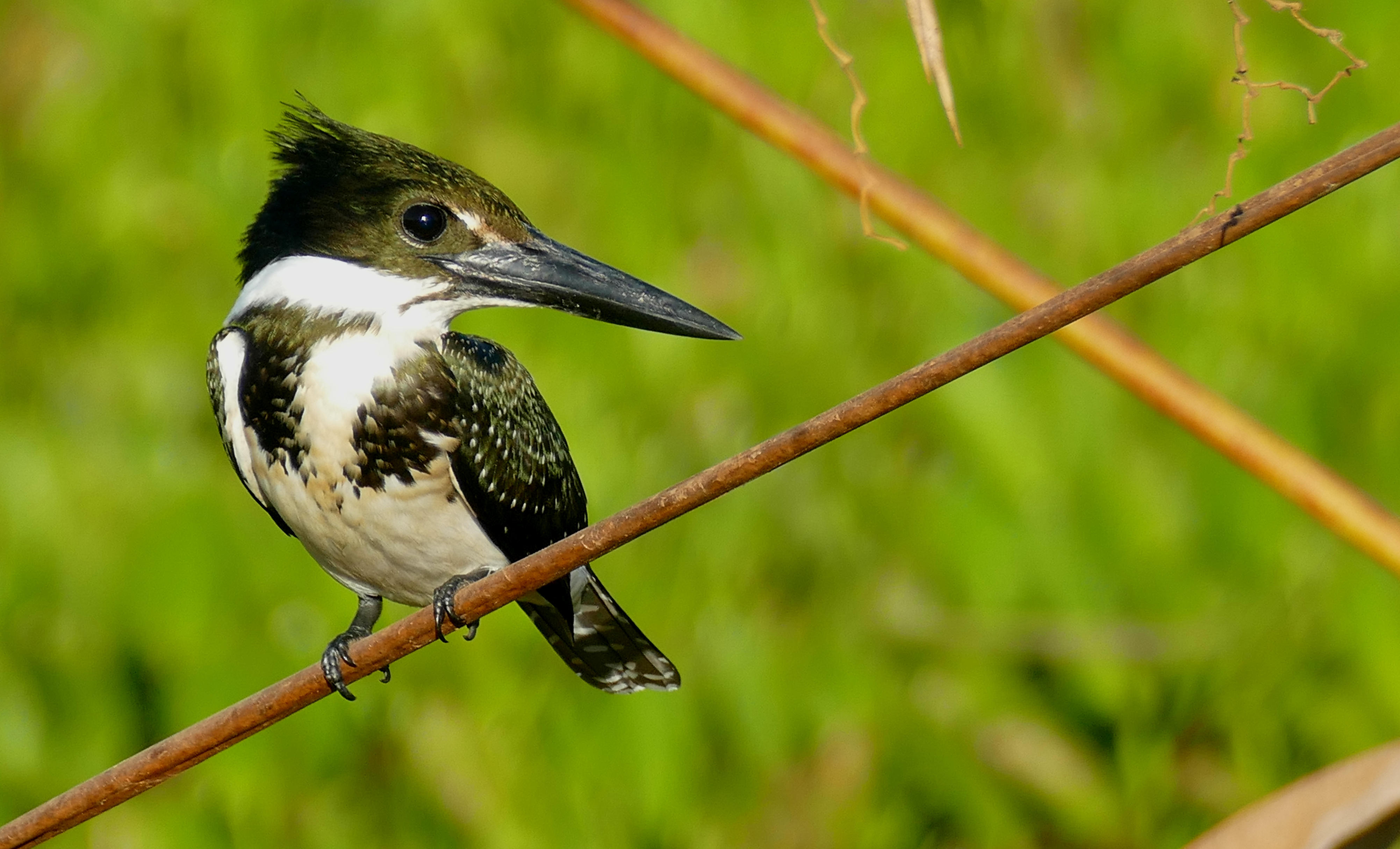
Самиця амазонійського рибалочки

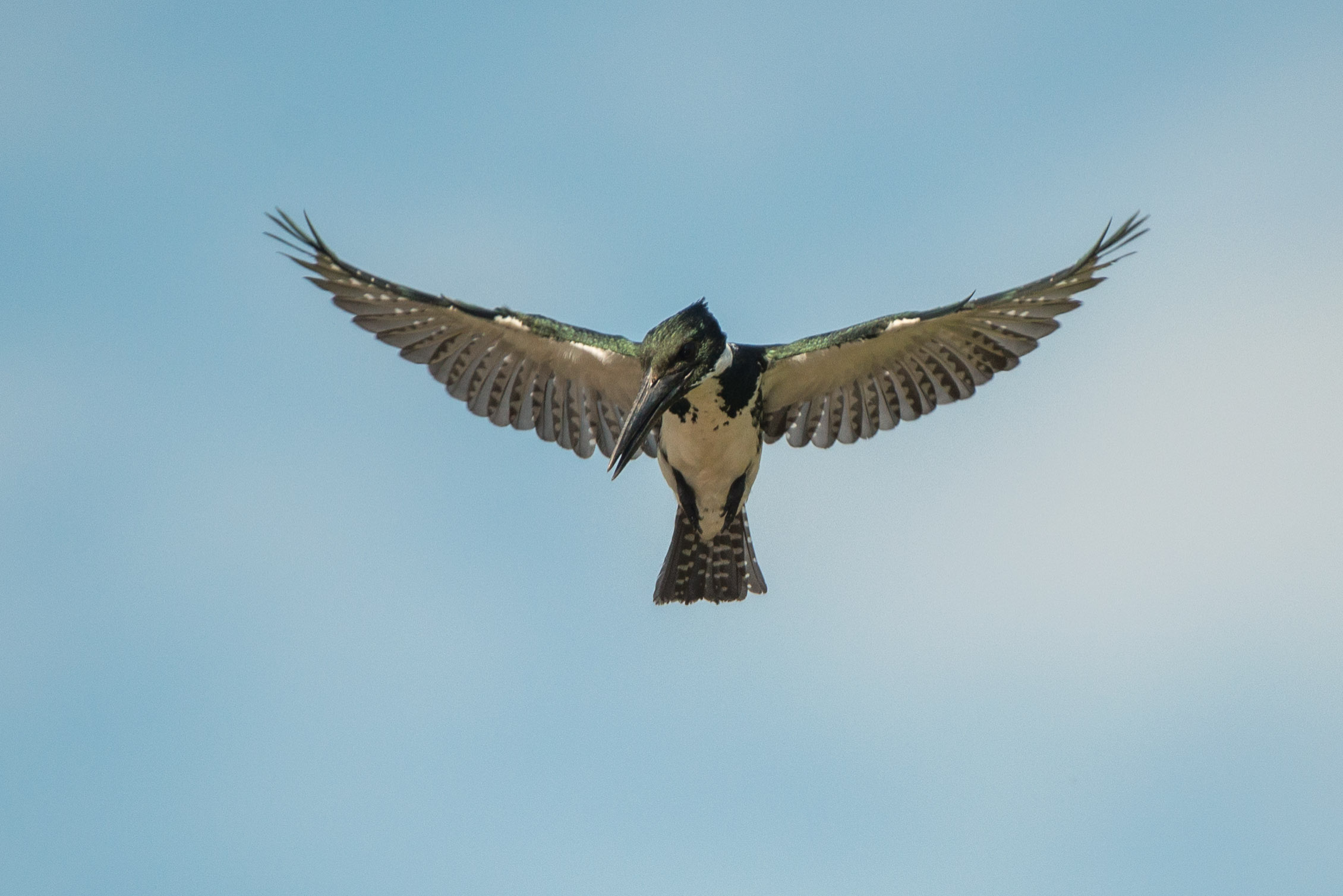
Самиця амазонійського рибалочки в польоті

Довжина птаха становить 30 см, самці важать 98-120 г, самиці 125-140 г. Верхня частина тіла зелена, на шиї білий "комір". Нижня частина тіла біла, на боках зелені смуги. У самців груди каштанові, у самиць білі з зеленими плямам на боках. Білі плями на крилах відсутні.

## Поширення і екологія
Амазонійські рибалочки мешкають в Мексиці, Гватемалі, Белізі, Сальвадорі, Гондурасі, Нікарагуа, Коста-Риці, Панамі, Колумбії, Еквадорі, Перу, Болівії, Венесуелі, Гаяні, Суринамі, Французькій Гвіані, Бразилії, Аргентині, Парагваї, Уругваї та на Тринідаді і Тобаго. Вони живуть в заростях на берегах струмків, річок і озер, в мангрових заростях, лагунах і естуаріях. Зустрічаються на висоті до 1200 м над рівнем моря, у Венесуелі на висоті до 2500 м над рівнем моря. Живляться рибою, комахами та їх личинками, а також ракоподібними. Вони сидять на гілці низько над водою, після чого пірнають у воду за здобиччю. Гніздяться в горизонтальних норах довжиною до 45 см і з гніздовою камерою довжиною 25 см, яких риють на берегах річок. В кладці 3-4 білих яйця. Інкубаційний період триває 22 дні, насиджують самиці.